# Rick Wills
Richard William Wills, detto Rick (Londra, 5 dicembre 1947), è un bassista britannico, noto principalmente per la sua permanenza nei Foreigner durante gli anni di maggior successo commerciale della band.

## Biografia
Durante gli anni dell'adolescenza, Wills suonò in diverse band locali di Cambridge come: The Vikings, The Sundowners, Soul Committee, Jokers Wild (gruppo in cui militava David Gilmour) e Cochise.
Suonò il basso nei primi tre album di Peter Frampton, prima di unirsi temporaneamente ai Roxy Music per alcuni concerti dal vivo (venne accreditato nell'album Viva! senza avervi tuttavia mai suonato). Successivamente entrò negli Small Faces in occasione della loro breve reunion nel 1977. Suonò anche nell'eponimo album di debutto solista di David Gilmour nel 1978.
Nel 1979 entrò nella rock band Foreigner, con cui rimarrà in formazione per ben quattordici anni. Nel 1992 si unì ai Bad Company, per poi abbandonare il gruppo in occasione del ritorno del bassista Boz Burrell nel 1998.

## Discografia
Con Peter Frampton
- Wind of Change (1972)
- Frampton's Camel (1973)
- Somethin's Happening (1974)

Con i Roxy Music
- Viva! (1976)

Con gli Small Faces
- Playmates (1977)
- 78 in the Shade (1978)

Con David Gilmour
- David Gilmour (1978)

Con i Foreigner
- Head Games (1979)
- 4 (1981)
- Agent Provocateur (1984)
- Inside Information (1987)
- Unusual Heat (1991)

Con i Bad Company
- What You Hear Is What You Get: The Best of Bad Company (1993)
- Company of Strangers (1995)
- Stories Told & Untold (1996)